# Nordseereich

Das Nordseereich (1014–1035)

Das Nordseereich oder auch Anglo-Skandinavische Reich war ein unter König Knut dem Großen geeintes Großreich, das England, Dänemark, Norwegen und Teile Norddeutschlands, Schottlands und Schwedens umfasste. Es entstand durch die Krönung Knuts zum König von England im Jahr 1016, brach nach seinem Tod 1035 auseinander und erlosch mit dem Tod seines Sohnes Hardiknut im Jahr 1042.

## Vorgeschichte
Der dänische König Sven Gabelbart herrschte seit der Seeschlacht von Svold am 9. September 1000 über Norwegen mittels zweier Jarle. Nach der Teilnahme an einigen von Norwegen geleiteten Raubzügen in den Jahren 994–995 führte Sven einige groß angelegte Invasionen gegen England durch (1003–1005, 1006–1007, 1009–1012 und 1013), in denen er das Danegeld eintrieb. Zuvor hatte der englische König Æthelred II. das St.-Brice’s-Day-Massaker befohlen, bei dem am 13. November 1002 alle dänischen Bewohner Englands getötet werden sollten. Dabei kam auch Gabelbarts Schwester Gunhilde ums Leben. Im Jahr 1013 gelang Gabelbart die Eroberung Englands und die Vertreibung Æthelreds II. in die Normandie. Am 25. Dezember 1013 wurde er zum König von England erklärt und war bis zu seinem Tod dessen tatsächlicher Herrscher.

## Gliederung

### England

Englische Grafschaften um 1025

Knut der Große war der zweite Sohn von Sven Gabelbart, der auf seinem Englandfeldzug am 3. Februar 1014 in Gainsborough starb. Knut lagerte zu diesem Zeitpunkt als Kommandant der Flotte am Trent und wurde von den Dänen als Svens Nachfolger bestätigt. Mit Svens Tod war die Invasion Englands aber vorerst gescheitert. Die englischen Adligen erkannten Knut nicht als ihren König an und riefen im Gegenzug für politische Reformen den von Sven 1013 in die Normandie vertriebenen König Æthelred zurück. Knuts verbündete Krieger von Lindsey waren noch nicht zum Kampf gerüstet, und so floh er vor Æthelreds Heer kampflos nach Dänemark.
Im Sommer 1015 stellte Knut eine neue Invasionsflotte auf und segelte mit Hilfe des norwegischen Jarls Erik Håkonsson wieder gegen England. Die Engländer waren untereinander zerstritten, und mit Hilfe eines Sohnes Æthelreds eroberte Knut Wessex. Noch vor der entscheidenden Schlacht starb Æthelred am 23. April 1016. Die Londoner erkoren seinen Sohn Edmund zum König, während sich die meisten Adligen in Southampton trafen und Knut die Gefolgschaft schworen. Dieser zog zunächst nach Norden und besetzte Northumbria, und anschließend wieder nach Süden, um London zu belagern. Um ihre Vorräte aufzufüllen, mussten die Belagerer aber wieder abziehen und wurden bei Otford von Edmund geschlagen. Bei der Verfolgung der Dänen durch Essex wurde Edmund wiederum in der Schlacht von Assandun von den Dänen geschlagen. Dadurch war er gezwungen, Knut die Herrschaft über alle englischen Territorien bis auf Wessex zu überlassen. Es wurde vereinbart, dass beim Tod eines der beiden Könige der jeweils andere die Krone über das gesamte Reich erhalten sollte. Als am 30. November 1016 Edmund starb, wurde Knut zu Weihnachten als König von England gekrönt.
Im Sommer 1017 festigte Knut seinen Herrschaftsanspruch, indem er Æthelreds Witwe, Emma von der Normandie, heiratete, obwohl er zuvor schon die englische Adlige Ælfgifu von Northampton geheiratet hatte. Im selben Jahr teilte er sein Herrschaftsgebiet in die Grafschaften Wessex, Mercia, Northumbria und East Anglia auf.

### Dänemark

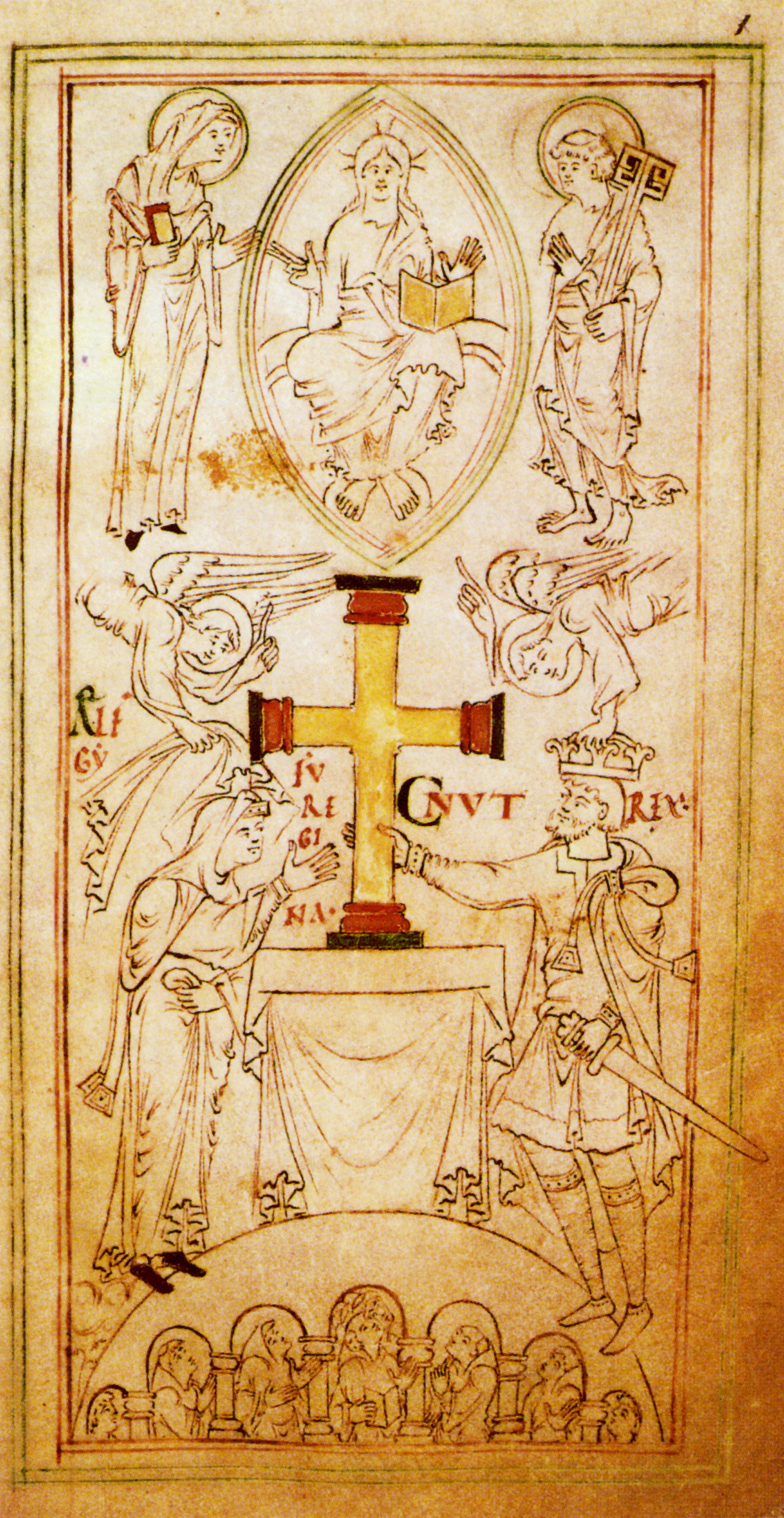
Knut der Große und seine Frau Ælfgifu (1031)

Knuts älterer Bruder wurde nach Sven Gabelbarts Tod 1014 König Harald II. von Dänemark. Als dieser 1018 kinderlos starb, wurde Knut 1019 König und setzte seinen Schwager Ulf Jarl als Stellvertreter ein. Eine dänische Chronik besagt, dass die Dänen bereits zuvor Harald zu Gunsten Knuts entthronten, ihn aber wegen Knuts häufiger Abwesenheit wieder einsetzten, bevor Knut nach Haralds Tod endgültig König wurde.
König Olav II. Haraldsson von Norwegen und sein Schwager König Anund Jakob von Schweden fühlten sich durch das Anglo-Dänische Königreich bedroht. Sie nutzten durch Knuts Aufenthalt in England die Gelegenheit und Olav griff im Jahr 1025 oder 1026 Dänemark in Sjælland an, während Anund Jakob Dänemark von Osten angriff. Dabei wurden sie von Knuts Statthalter Ulf Jarl unterstützt, der Knuts Sohn Hardiknut zum König von Dänemark wählen lassen wollte. Knut segelte von England mit seiner Flotte zum Limfjord und es kam in Schonen zur Schlacht am Helgeå zwischen Knut und der norwegisch-schwedischen Koalition. Der Ausgang der Schlacht ist umstritten, aber Olaf und Anund Jakob mussten sich zurückziehen. Knut ließ Ulf Jarl zu Weihnachten 1026 wegen Kollaboration töten, obwohl er in der Schlacht an Knuts Seite gekämpft hatte.
1025 wurde Knuts und Emmas Tochter Gunhild dem Sohn Kaiser Konrads II. und seiner Frau Gisela von Schwaben, dem zukünftigen Kaiser Heinrich III. versprochen. Im Gegenzug wurde Knut als Herrscher über Schleswig anerkannt. Die Eider wurde damit zur Südgrenze seines Reiches.

### Norwegen
Olav II. unterstützte Æthelred 1014 bei seiner Rückeroberung Englands und zog so die Feindschaft Knuts auf sich. Im Herbst 1015 segelte er nach Norwegen und nutzte die Abwesenheit des Jarls Erik aus, der mit Knut in England kämpfte und Norwegen seinem Sohn Håkon Eiriksson überließ, und übernahm dort die Macht. Nach Sigvat Tordsson ist die Machtübernahme friedlich verlaufen, während Ottar Svarte und Snorri Sturluson von einer feindlichen Auseinandersetzung mit einer vorübergehenden Gefangennahme Håkons berichtete. Håkon ging daraufhin nach England. Olav gewann im darauffolgenden Jahr in der Schlacht bei Nesjar gegen den an Zahl unterlegenen Jarl Sven, Håkons Onkel väterlicherseits. Möglicherweise bestand ein gutes Verhältnis zwischen Olav und Knut oder sogar eine Absprache zwischen Olav, Knut und Håkon, dass Olav Norwegen erhalten und Håkon Jarl in England werden sollte. Die Überfahrt Olavs nach Norwegen mit nur zwei Handelsschiffen und die friedliche Aussprache mit Håkon sprechen dafür. Eine solche Absprache zwischen Knut und Olav erkläre auch, warum Sven 1016 so wenig Unterstützung für die Schlacht bei Nesjar fand.
Nach 1020 wurde Olav aufgefordert, sich Knut als Lehnsmann zu unterwerfen, da auch die vorherigen Könige Dänemarks Oberkönige in Norwegen gewesen waren. Aber Olav weigerte sich und es kam zum Konflikt, der in die Schlacht am Helgeå mündete.
Nach der Schlacht verlor Olav mehr und mehr an Ansehen bei der norwegischen Aristokratie, teils durch alte Bündnisse zwischen den Ladejarlen und dem dänischen König, teils durch die Tötung des norwegischen Häuptlings Erling Skjalgsson nach der Schlacht im Boknfjord und auch durch Zahlung großer Geldbeträge Knuts an die norwegischen Aristokraten. 1028 segelte Knut mit einer großen Flotte englischer und dänischer Schiffe nach Norwegen, um Olav zu bezwingen. Olav hatte nur wenig Verbündete, floh nach Nowgorod und Knut wurde auf den Thingversammlungen des Landes als König gehuldigt.
Håkon Eiriksson wurde wieder als Jarl eingesetzt, da Knut nach England zurückkehrte. Als Håkon 1029 nach einer Englandreise auf der Nordsee verschollen war, war Norwegen ohne einen starken Herrscher, da Knut seinen 13-jährigen Sohn Sven Alfivason als Jarl über Norwegen ernannte. Dies bewog Olav dazu, Anfang 1030 nach Norwegen zurückzukehren, um seine Krone zurückzugewinnen. Er wurde dabei vom schwedischen König Anund Jakob und auch von seinem Halbbruder Harald Sigurdsson unterstützt. Seine Gegner aber sammelten ein gewaltiges Bauernheer, es kam zur Schlacht von Stiklestad, in der Olav schließlich fiel.

### Schweden
Nach der Schlacht von Helgeå beanspruchte Knut auch einen Teil von Schweden. Er ließ Münzen mit der Inschrift „CNVT REX SW“ (Knut, König der Schweden) in der schwedischen Hauptstadt Sigtuna, in Lund und auch in Dänemark prägen. West-Götaland und Blekinge galten als neuerworbene Territorien des Reiches. Aber Münzen sind keine eindeutigen Beweise, dass Knut tatsächlich Herrscher über Teile Schwedens war; so existieren Münzen, die Knut als Herrscher Irlands zeigen. Die schwedische Geschichte ist zu diesem frühen Zeitpunkt nicht sehr klar umrissen.

### Tributpflichtige Gebiete

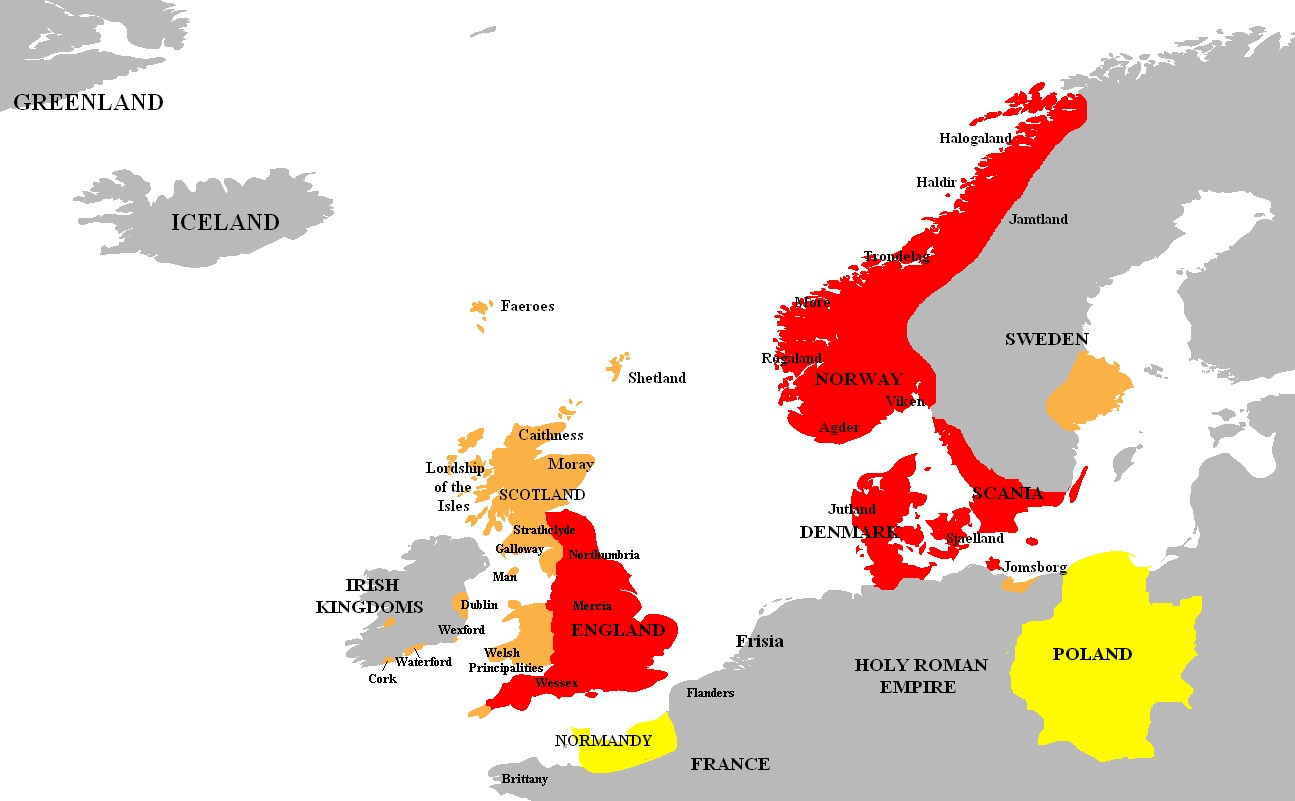
Das Nordseereich mit seinen Vasallenstaaten und Verbündeten.
Das Nordseereich
Tributpflichtige Gebiete
Verbündete Gebiete

Die Dänen herrschten von Jomsburg über die wendischen Gebiete an der Oder. 1022 unternahm Knut mit Godwin und Ulf Jarl eine Expedition durch die Ostsee, um seine Ansprüche über diese Gebiete zu bekräftigen. Als Statthalter setzte er dort seine erste Frau Ælfgifu und seinen ältesten, noch minderjährigen Sohn Sven ein, der 1029 Jarl von Norwegen wurde.
In der Schlacht bei Carham im Jahr 1018 besiegte der schottische König Malcolm II. die Angelsachsen unter dem Ealdorman of Bamburgh Eadwulf Cudel, dem Bruder des von Knut 1016 besiegten Uhtred von Northumbria. Damit fiel das Land zwischen Dunbar und dem Tweed an Schottland. Knut fiel 1031 mit einer Armee in Schottland ein und unterwarf Malcolm II. und zwei weitere Könige. Einer der beiden, Echmarcach mac Ragnaill, war König von Galloway und der Isle of Man und wurde 1036 König von Dublin. Diese und möglicherweise auch die Waliser leisteten Tributzahlungen nach dem Vorbild des Danegeld, das Æthelred bereits den Dänen zahlen musste. Knut gelang es, seine Macht auf die keltischen Länder auszubauen, konnte sie aber nicht endgültig in sein Reich zwingen.

### Verbündete Gebiete
Wegen der Wikinger-Vergangenheit und durch die Ehe Knuts mit Emma von der Normandie galt die Normandie als verbündetes Herzogtum.
Ob Polen mit den Dänen liiert war, ist nicht gesichert, da die Quellen über Knuts Mutter Sigrid die Stolze, die angeblich aus Polen stammte, nicht eindeutig sind.

## Herrschaft

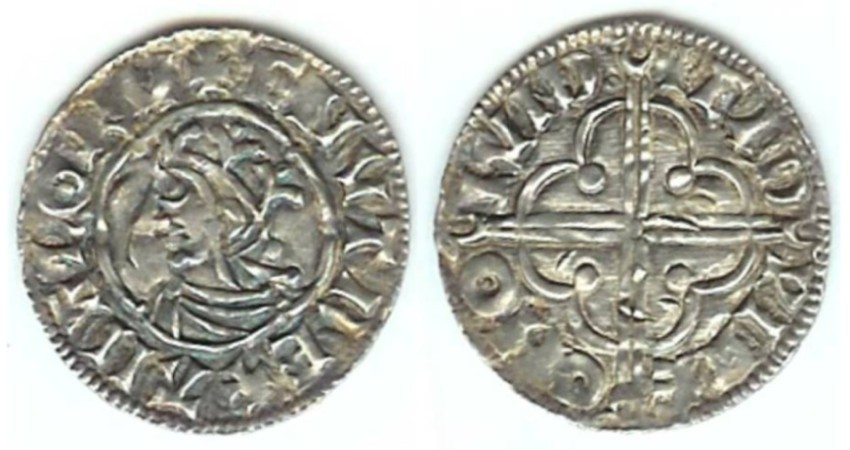
Knuts ‚Quatrefoil‘ type penny mit der Inschrift „CNUT REX ANGLORU[M]“ (Knut, König der Engländer), geprägt in London von dem Münzmeister Edwin.

Im Jahr 1017, zu Beginn von Knuts Regentschaft über England, teilte er das Land nach skandinavischem Vorbild in vier Grafschaften ein: Wessex, das er zunächst selbst regierte, East Anglia übergab er dem Jomswikinger Torkel der Hohe, der wichtigste Mann in England nach Knut, Erik Håkonsson erhielt bereits 1016 Northumbria, wo er 1023 von Siward abgelöst wurde, und Eadric Streona wurde Earl of Mercia, der aber noch im selben Jahr in Ungnade fiel und hingerichtet wurde. Auf ihn folgte Leofric. In Wessex wurde 1022 Godwin als Earl eingesetzt. Im Jahre 1017 heiratete Knut Emma von der Normandie, was seinen Herrschaftsanspruch bekräftigte und die Gefahr von Angriffen aus Æthelreds Familie bannte. Er gründete 1018 in Wessex noch mindestens zwei Grafschaften und wurde noch im selben Jahr auf einem Treffen englischer Repräsentanten in Oxford als Herrscher nach den Gesetzen König Edgars anerkannt. Zum Ende seines Lebens ersetzte Knut seinen engsten skandinavischen Vertrautenkreis beinah gänzlich durch Engländer.
Den Angelsachsen gegenüber war Knut ganz auf Verständigung und Ausgleich bedacht, nachdem 1018 das letzte Danegeld eingetrieben worden war. Durch eine umfangreiche Kodifikation des Erzbischofs Wulfstan II. von York sicherte er ihr hergebrachtes Recht und behandelte an seinem Hof und bei der Ämtervergabe Angelsachsen und Dänen vollkommen gleich.
Die Angelsächsische Chronik erzählt von Knuts häufigen Reisen ins Ausland. Torkel vertrat ihn währenddessen, bis es zum Bruch zwischen den beiden kam und Torkel 1021 geächtet wurde und nach Dänemark floh. Dort versöhnten sich die beiden 1023 wieder und Torkel wurde Knuts Jarl in Dänemark, was wohl auf starken militärischen Rückhalt auf seiner Seite schließen lässt. Nach Torkel ist bis 1045 kein Earl mehr in East Anglia verzeichnet.
Knut hatte aus England stammende Münzmeister nach Dänemark kommen lassen und brachte das englische Währungssystem mit dorthin. Das englische Währungssystem beruhte auf dem frühmittelalterlichen, karolingischen System (siehe Karlspfund).
Die Dänen hatten mehr Grund zur Klage über Knuts häufige Abwesenheit, da er hauptsächlich von England aus regierte und in Dänemark Statthalter  einsetzte. In England ersetzte er Torkel durch Godwin, den er zum Earl von Wessex ernannt hatte, und im Jahr 1023 folgte in Dänemark Knuts Schwager Ulf Jarl auf Torkel. Ulf wurde auch Vormund von Hardiknut, Knuts Sohn aus seiner Ehe mit Emma. Ulf konspirierte wenig später mit den Königen von Schweden und Norwegen und ließ den Adligen Dänemarks ihre Gefolgschaft zu Hardiknut schwören, was tatsächlich bedeutete, auf ihn selbst. Knut kehrte nach Dänemark zurück und wies nach der Schlacht am Helgeå seine Huscarle an, Ulf zu töten. Diese Tat ereignete sich zu Weihnachten 1026 in der Dreifaltigkeitskirche in Roskilde.
Nach der Machtübernahme in Norwegen erklärte Knut 1028 auf einem Thing in Nidaros Håkon Eiriksson zu seinem Stellvertreter in Norwegen, eine Position, die er bereits unter Sven Gabelbart innehatte, und seinen Sohn Hardiknut zum König von Dänemark. Als Håkon aber im darauffolgenden Jahr starb, berief Knut seinen Sohn Sven Alfivason zum Regenten Norwegens zusammen mit Ælfgifu von Northampton, Knuts erster Frau. Olav II. wurde bei seinem Versuch der Rückeroberung Norwegens zwar noch zurückgeschlagen, aber Sven und Ælfgifu wurden noch unbeliebter als es Olav jemals gewesen war. Ælfgifu führte neue Steuern ein, unterdrückte das Volk, das dadurch stärker nach Unabhängigkeit strebte und die dänische Vorherrschaft missbilligte.
Der britische Historiker Stenton führte an, dass es nicht Knuts Absicht gewesen war, ein Großreich zu schaffen, das seinen Tod überdauern sollte, da er die einzelnen Länder seinen verschiedenen Söhnen zur Nachfolge überließ. Aber dies mag einfach durch die Bräuche jener Zeit begründet gewesen sein. Außerdem lag die größte Schwäche dieses Großreiches in der Schwierigkeit, loyale und kompetente Stellvertreter zu finden, die in Abwesenheit des Herrschers das Land regierten. Und Knuts Söhne vermochten es nicht, diese Aufgabe zu bewältigen.

## Sprachen

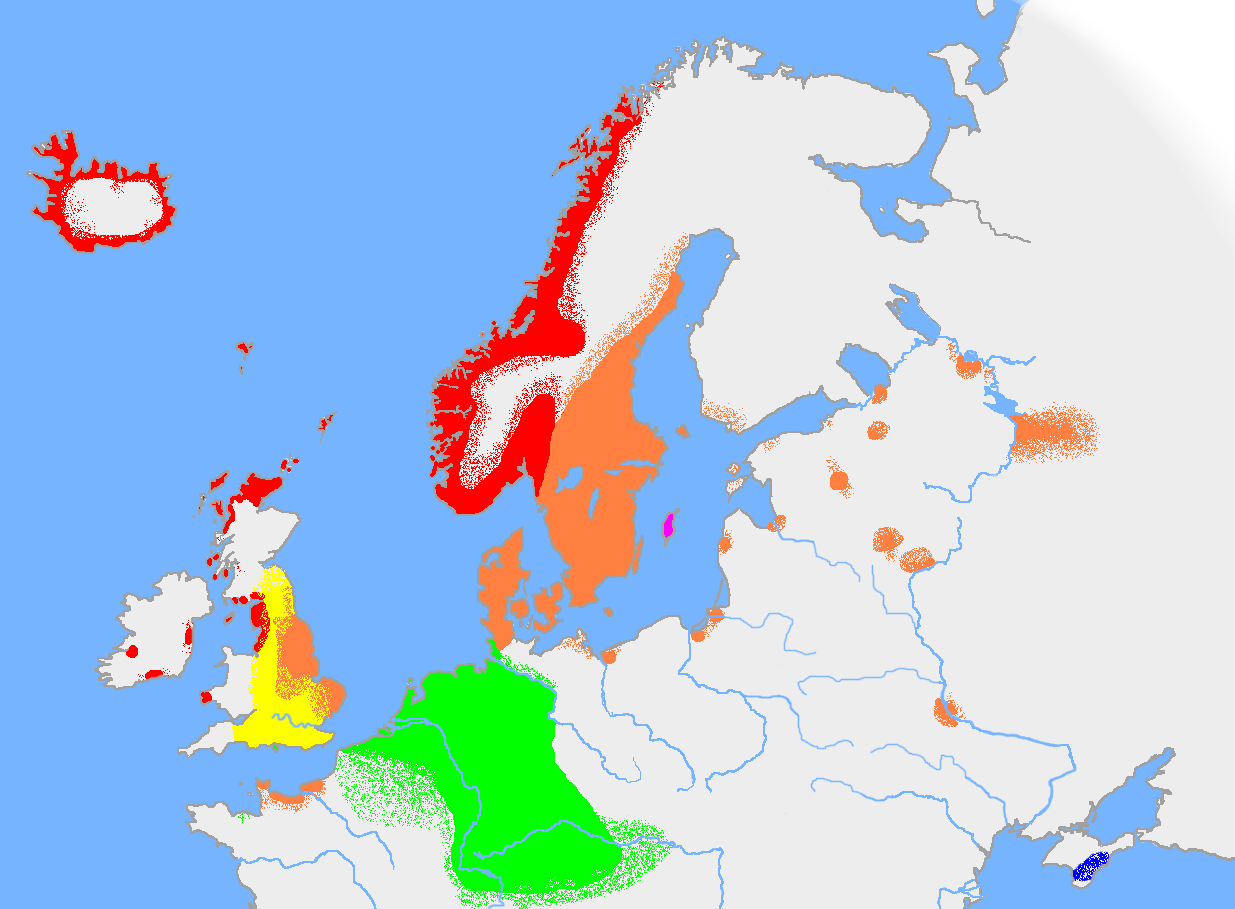
Ungefähre Verbreitung des Altnordischen im frühen 10. Jahrhundert.
Altwestnordisch
Altdänisch und Altschwedisch
Altgutnisch
Krimgotisch
Altenglisch
andere germanische Sprachen, mit denen Altnordisch wechselseitig verständlich war

Die im Nordseereich gesprochenen Sprachen waren in Skandinavien Altnordisch, das die Wikinger auf ihren Feldzügen auch auf die Britischen Inseln brachten, und Altenglisch, eine in England gesprochene Sprache mit angelsächsischen Wurzeln. Es wird vermutet, dass diese Sprachen zu der Zeit recht ähnlich waren, so dass man sich untereinander verständigen konnte.

## Religion
Im frühen elften Jahrhundert war England längst christianisiert. Das Danelag war im Übergang vom nordgermanischen Glauben zum Christentum, aber die skandinavischen Völker waren immer noch überwiegend heidnisch. Knuts Vater Sven hing zu Beginn noch dem alten Glauben an und wurde zum Ende seines Lebens Christ.
In England unterstützte Knut die Interessen der katholischen Kirche, wofür er die Anerkennung der europäischen Herrscher erhielt wie noch kein skandinavischer König vor ihm. Im Jahr 1027 reiste Knut nach Rom, um der Kaiserkrönung Konrads II. beizuwohnen. Dort erlangte er auch die Anerkennung seiner Herrschaft durch den Papst Johannes XIX. sowie eine Minderung der Abgaben für Pilger, die aus Nordeuropa nach Rom reisten, und für seine Bischöfe bei der Verleihung des Palliums.
In Dänemark ließ Knut durch Erzbischof Ethelnod von Canterbury Gerbrand zum Bischof von Seeland, Bernhard zum Bischof von Schonen und Reginbert zum Bischof von Fünen weihen und erhob den Peterspfennig. Dadurch versuchte Knut die dänische Kirche an die englische zu binden, um beiden Landesteilen Zusammengehörigkeit zu vermitteln. Skandinavien stand aber weiterhin unter dem Einfluss des Erzbistums Bremen-Hamburg.
In Norwegen ließ Knut Kirchen erbauen und achtete und förderte die Kleriker. Gleichzeitig aber verbündete er sich mit den heidnischen Stammesfürsten und beschloss, anders als Olaf, keine Gesetze zugunsten der Kirche, bis seine Macht genügend gefestigt war. In der Schlacht von Stiklestad ging es, entgegen der damaligen Kirchenlehre, nicht um die Verteidigung des Christentums gegen die Heiden, da Knut bereits früh zum Christentum übergetreten war.

## Untergang des Reiches
Das Nordseereich zerfiel nach Knuts Tod 1035 wieder in seine ehemaligen Territorien. In Norwegen waren Sven und Ælfgifu im Winter 1033 gezwungen, Nidaros zu verlassen, da sie durch ihre rigorose Regentschaft unbeliebt waren. 1034 verbündete sich der Anführer der Armee, die König Olav in der Schlacht von Stiklestad besiegt und getötet hatte, mit den Anhängern Magnus’, des Sohnes Olavs, um ihn zurück aus Nowgorod und an die Herrschaft Norwegens zu bringen. Im Herbst 1035, einige Wochen vor Knuts Tod, mussten Sven und seine Mutter nach Dänemark fliehen. Kurz darauf starb auch Sven.
In Dänemark war Hardiknut König, wurde aber durch Magnus von Norwegen bedroht. Die Berichte, nach denen es einen Erbvertrag zwischen Hardiknut und Magnus gab, entsprechen wahrscheinlich nicht den Tatsachen. Knuts zweiter Sohn Harald Harefoot sollte über England herrschen und wurde dabei von Leofric von Mercia unterstützt. Er wurde 1035 in Oxford zum König gewählt. Aber auch Hardiknut, der in Dänemark gebunden war, erhob mit Hilfe von Königin Emma und Earl Godwin Anspruch auf England. Daraufhin teilten die englischen Adligen das Land: Hardiknut bekam den südlichen, Harald den nördlichen Teil. Im Jahr 1037 hatte Harald genug Anhänger gefunden, vertrieb Emma nach Flandern und ließ sich zum König über ganz England krönen.
Hardiknut folgte seiner Mutter Emma 1039 nach Flandern, um mit einem Heer den englischen Thron zu erobern, als sein Halbbruder Harald im März 1040 in Oxford starb. Im Juni 1040 landete Hardiknut mit 62 Kriegsschiffen bei Sandwich und bestieg unangefochten den englischen Thron. Dadurch wurden England und Dänemark wieder vereint. Die Angelsächsische Chronik berichtet über ihn, dass er nie irgendetwas Königliches getan hatte. Er belegte England mit drückenden Steuern. Nachdem zwei seiner Steuereintreiber vom Mob in Worcester ermordet wurden, ließ er die Stadt niederbrennen, etliche Einwohner töten und das Umland verwüsten. Hardiknut ermordete 1041 seinen Verwandten Eadwulf III, Earl of Bernicia, und gab dessen Earldom an Siward, dem Earl of York und Northumbria, auch verkaufte er freigewordene Bistümer. Innerhalb kurzer Zeit hatte er sich den Engländern, die ihren neuen König freudig begrüßt hatten, völlig entfremdet. Zwei Jahre später, im Jahre 1042, brach Hardiknut plötzlich auf einer Hochzeit eines seiner Gefolgsleute zusammen und starb bald darauf. Damit löste sich die dänisch-englische Königsherrschaft auf und mit Hardiknut erlosch auch das Nordseereich.
In England wurde Edward der Bekenner, der ältere Halbbruder Haralds mütterlicherseits und letzte Sohn Æthelreds, König. Noch bevor Hardiknut in England gestorben war, war Magnus bereits mit einem Heer in Dänemark einmarschiert und wurde nach dessen Tod als König über Dänemark angenommen.

## Versuch der Restauration
Als dänischer und norwegischer König erhob Magnus als Nachfolger Sven Gabelbarts und Knuts des Großen auch Anspruch auf das englische Königtum und soll von Edward dem Bekenner eine Unterwerfungserklärung verlangt haben. Die Drohung, möglicherweise kriegerisch nach England zu fahren, wurde offenbar ernst genommen, denn die Angelsächsische Chronik berichtet davon, dass Edward 1044 vorsorglich eine Flotte bei Sandwich sammelte, um Magnus Widerstand zu leisten. Gleiches tat er mit einem gewaltigen Heer im folgenden Jahr an derselben Stelle. Aber Auseinandersetzungen mit Sven Estridsson zwangen Magnus die Invasionspläne aufzugeben.
Der norwegische König Harald Hardråde leitete 1066 nach Edwards Tod ebenfalls Anspruch auf die englische Krone aus der Nachfolge von Knut dem Großen her. Nach seinem Einfall in England kam es zur Schlacht bei Fulford und zur Schlacht von Stamford Bridge, wo er schließlich geschlagen und getötet wurde.
Auch Sven Estridsson und sein Sohn Knut IV. unternahmen 1069–1070 (gegen York) bzw. 1075 vergebliche Feldzüge gegen England, doch erst mit Knuts Ermordung während der Vorbereitung zu einem erneuten dänisch-norwegischen Feldzug endeten 1085 die Rückeroberungsversuche endgültig.